# 5915 Yoshihiro
5915 Yoshihiro (1991 EU) là một tiểu hành tinh vành đai chính được phát hiện ngày 9 tháng 3 năm 1991 bởi T. Seki ở Geisei.